# Robert Demachy
Robert Demachy (7 de julio de 1859-29 de diciembre de 1936) fue un fotógrafo francés que destacó en el estilo pictorialista, siendo muy conocido por las manipulaciones de sus obras, proporcionándoles un acabado similar a las pinturas.

## Infancia y juventud
Nació el 7 de julio de 1859 en Saint-Germain-en-Laye en el seno de una familia adinerada con negocios financieros. Al poco de nacer su familia regresó a su residencia de París donde recibió una educación excelente en el colegio de los jesuitas. Hasta los cincuenta años tuvo como residencia esa mansión parisina y sólo la abandonó por viajes o motivos de seguridad; así en 1870 se fue a vivir a Bruselas durante una temporada ante el recrudecimiento de la Guerra Franco-Prusiana, mientras su padre permaneció en la ciudad formando parte de la Comuna de París. Salvo un breve periodo en el ejército al cumplir los dieciocho su vida fue placentera frecuentando cafés de artistas y participando en la vida bohemia de la ciudad.

## Su descubrimiento de la fotografía
Aunque no se sabe con certeza los motivos a mitad de la década de 1870 descubre la fotografía y se apasiona por ella. Desde ese momento dedica su tiempo a la misma, continuamente realiza tomas fotográficas y se dedica a escribir sobre fotografía. Aunque nunca trabajó como un profesional de la fotografía, la convirtió en la actividad a la que dedicaba un mayor tiempo.
En 1882 fue elegido miembro de la Sociedad Francesa de Fotografía lo que le permitió conocer a los principales fotógrafos europeos de la época y durante un tiempo se sintió frustrado ante las ideas conservadoras que mantenían. En 1888 funda con Maurice Bucquet el Photo Club de París en el que se mantenían los principios estéticos del pictorialismo y poco a poco este club se convirtió en un movimiento similar a The Linked Ring en el Reino Unido y la Photo-Secession en Estados Unidos. Posteriormente en 1895 sería elegido como miembro destacado de The Linked Ring.
En 1893 se casó con Adelia y se convirtió en uno de los primeros parisinos poseedor de un automóvil.

## Su trabajo pictorialista
Fue de los primeros en emplear el procedimiento de la goma bicromatada introducido por A. Rouillé-Ladevèze en el Salón de París. Desarrolló un estilo que se basa en una gran manipulación de la imagen, tanto durante la toma, como en los procesos de revelado del negativo y de nuevo durante la impresión. Estas ideas que él mismo había experimentado las desarrolló en escritos teóricos y prácticos señalando sus conclusiones acerca de la estética y de la goma bicromatada, ayudando a divulgarlas entre los fotógrafos franceses. Entre otras ideas defendió el retoque de la fotografía con el fin de convertirlo en una copia única.
En 1894 junto con Constant Puyo, Le Begue y Bucquet colaboró en la organización del primer Salón de París, basado en los principios artísticos del Foto Club de París. En 1897 publicó su primer libro junto a Alfred Maskell, a partir del año siguiente comenzó una relación epistolar centrada en las ideas fotográficas con Alfred Stieglitz que duró quince años.
Durante la primera década del siglo XX siguió escribiendo sobre fotografía, y pronto se convirtió en uno de los escritores más prolíficos sobre el tema, incluso sigue siéndolo en la actualidad. Durante su vida escribió más de mil artículos sobre la estética y las técnicas de manipulado de las impresiones.
Asimismo realizó varias exposiciones en la Royal Photographic Society de Londres:
- Abril de 1901: 67 impresiones de goma bicromatada.
- Junio de 1904: 80 impresiones de goma bicromatada (su primera exposición individual)
- Julio de 1907: "una pequeña colección" de sus experimentos con el proceso al óleo de Rawlins
- Julio de 1910: "una serie de fotografías de los últimos seis meses"
- Julio de 1911: "una colección de impresiones de transferencia al óleo"

Cada una de estas muestras marcó un nuevo hito en su carrera, y en cada una dio un discurso de apertura a los miembros de la Sociedad. Esto fue una ocasión para dar a conocer los aspectos técnicos y estéticos de su obra, y aprovechó todas las oportunidades para comprometer a otros fotógrafos serios debates en el progreso de la fotografía como una forma de arte. En 1904 publicó varios de sus trabajos en Camera Work, lo que significó dar a conocer su trabajo en Estados Unidos. En 1905 es elegido miembro de la Royal Photographic Society. 
Sobre 1906 abandonó la técnica de la goma bicromatada a favor de la impresión al óleo (procedimiento a las tintas grasas) y escribe un libro con Constant Puyo titulado Procédés d’art en photographie (procesos artísticos en fotografía) que ejercerá gran influencia en el pictorialismo. En 1911 perfeccionó el proceso del bromóleo. Lo que le permitió llegar a ser incluso más audaz en su estilo visual y en su obra atrayendo pronto a un amplio público internacional. En los dos años siguientes expuso en París, Viena y Nueva York, así como Londres. Su dedicación a la fotografía fue tan grande que provocó su divorcio en 1909.
Entre los diferentes reconocimientos que recibió se encuentra su ingreso en la orden de la Legión de Honor.

## Sus últimos años
Sin previo aviso ni explicación, de repente dejó Demachy de hacer fotografías a principios de 1914. Nunca más tocó una cámara, incluso se negó a tomar instantáneas de sus nietos. El momento de su decisión coincide con el comienzo de la Primera Guerra Mundial en Europa, pero no existe ninguna indicación de que él se viese negativamente afectado por estos acontecimientos. 
Cuando murió su madre en 1916, vendió la mansión y se trasladó a un apartamento en el barrio de Montmartre. Posteriormente se trasladó a vivir a una granja de su propiedad, donde gozó de una vida sencilla. Su único esfuerzo artístico para el resto de su vida fue conducir su coche clásico a la playa donde realizaba bocetos de gruesas mujeres nadadoras.
Murió de ateroesclerosis el 29 de diciembre de 1936, siendo trasladado su cadáver dos días después al panteón familiar en París. Poco antes de su muerte destruyó sus bocetos y las fotografías que le quedaban de sus anteriores exposiciones.

## Algunas de sus obras

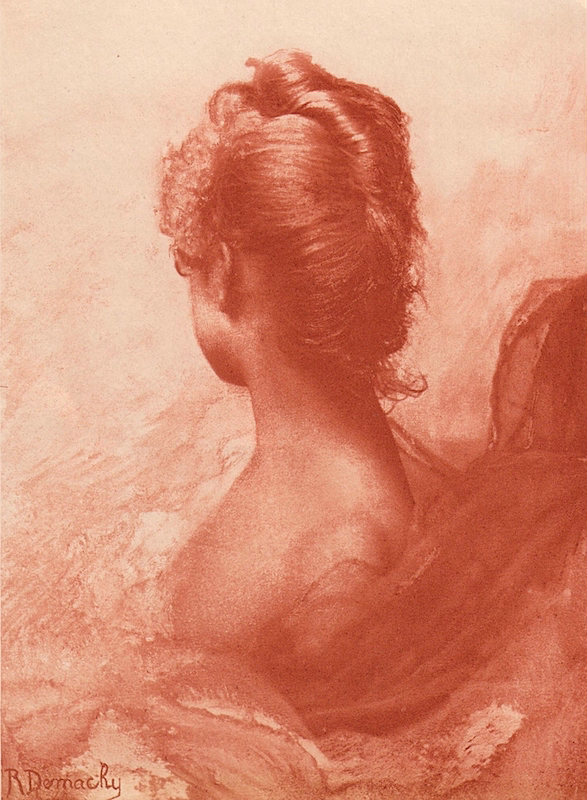
Study in Red, 1898
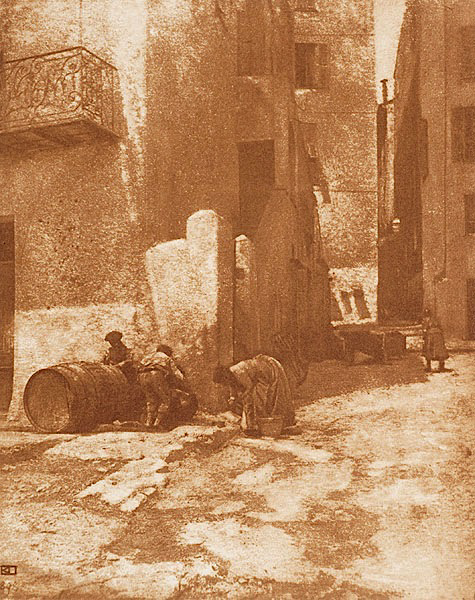
A Street in Mentone, 1900
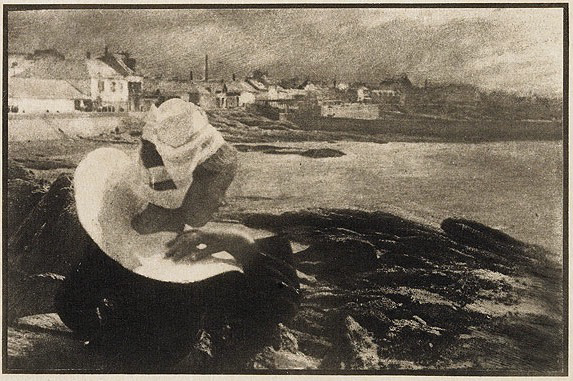
In Brittany, 1904
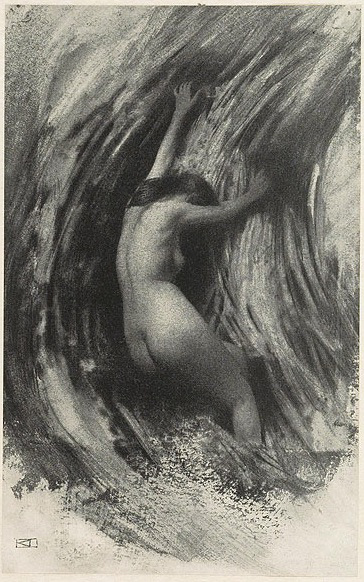
Struggle, 1904
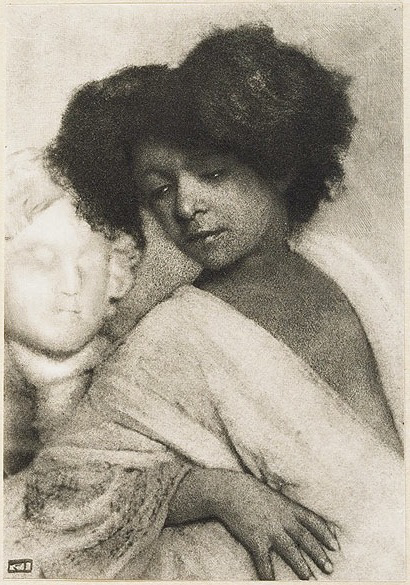
Contrasts, 1904
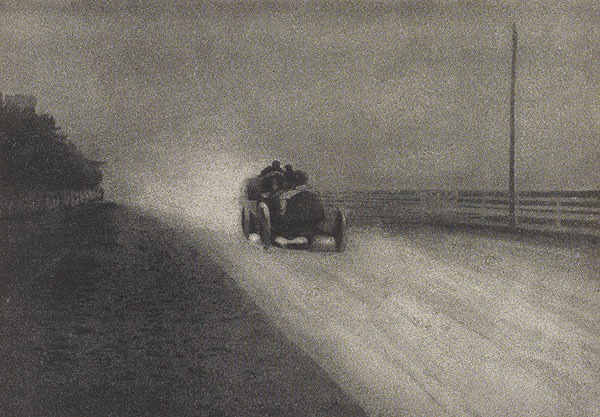
Speed, 1904
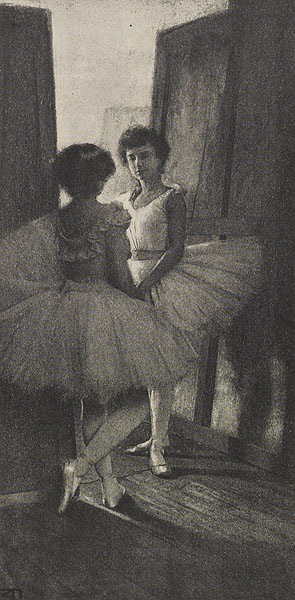
Behind the scenes, 1904
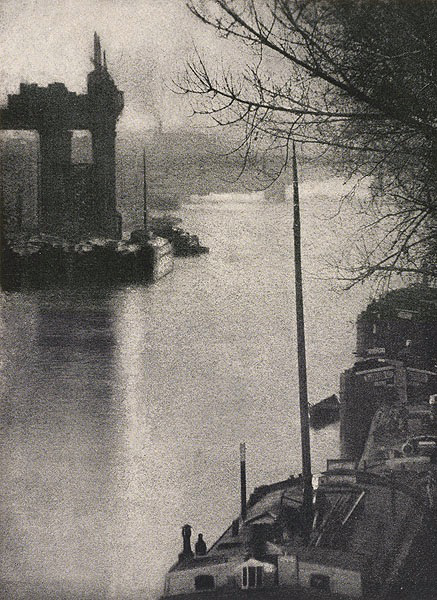
The Seine at Clichy, 1906
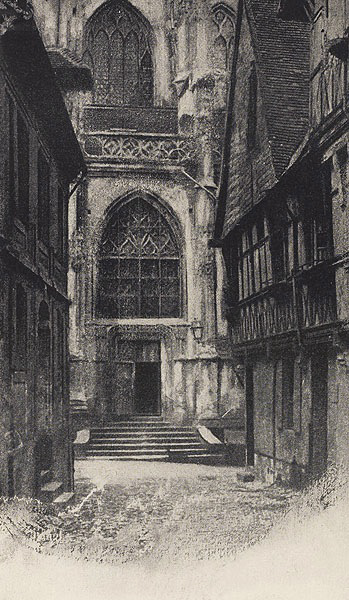
A Street in Lisieux, 1906
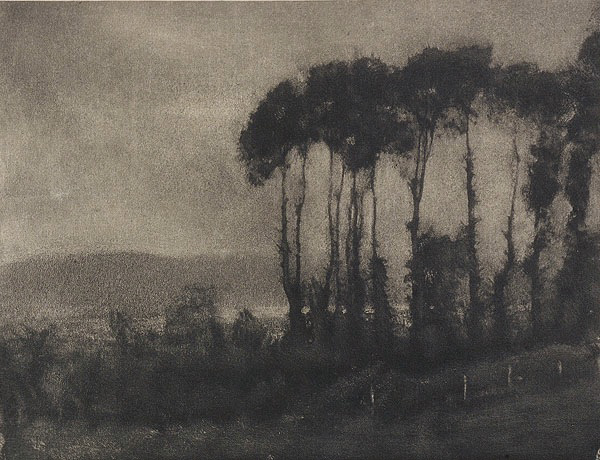
Toucques Valley, 1906